# Wir Morza Beauforta

Główne prądy morskie Oceanu Arktycznego: Wir Morza Beauforta (ang. Beaufort Gyre) i Prąd Transarktyczny

Wir Morza Beauforta – system oceanicznych prądów morskich znajdujący się na Oceanie Arktycznym, akumulujący słodką wodę pochodzącą z topniejącej pokrywy lodowej i spływających z Syberii wód rzecznych.  
Mniej gęsta, bo słodka woda gromadzi się na powierzchni wody bardziej słonej tworząc nabrzmiały „bąbel”, który narasta dzięki antycyklonalnej cyrkulacji atmosferycznej. W rejonie wiru poziom morza jest o 15 cm wyższy od otaczających go wód. W 2011 objętość „bąbla” wynosiła około 8000 km³ (ok. ⅓ zawartości całego Morza Bałtyckiego).
„Bąbel” utrzymywany jest w miejscu przez utrzymujące się w tamtym rejonie wiatry.  Niektórzy naukowcy spekulują, że przy zmianie kierunku wiatrów możliwe byłoby rozlanie znajdującej się tam słodkiej wody na resztę Oceanu Arktycznego, a później na cały Ocean Atlantycki, co mogłoby zachwiać obecną cyrkulacją termohalinową i doprowadzić do ochłodzenia obszarów Europy (zob. północnoatlantyckie wody głębinowe).